# Emita Arosemena
Emita Arosemena Zubieta (Las Tablas, Panamá, c., 1931) fue una modelo panameña y campeona de un concurso de belleza que ganó el título de Miss Panamá 1953. 

## Biografía
También representó a Panamá en Miss Universo 1953, el 2° Miss Universo se realizó el 17 de julio de 1953 en el Auditorio Municipal de Long Beach, Long Beach, California, Estados Unidos. Se ubicó entre los 16 (12) semifinalistas mejores. Arosemena, que tenía 1,70 m de estatura, fue designada en el certamen nacional de belleza Miss Panamá 1953 con el título de Miss Panamá Universo. Representó a la provincia de Los Santos.Arosemena falleció en Uruguay donde residía.